# Championnat d'Angleterre de rugby à XV 1999-2000
Navigation
Allied Dunbar Premiership 1998-1999 Zurich Premiership 2000-2001
Le Championnat d'Angleterre de rugby à XV, qui porte le nom Allied Dunbar Premiership de son sponsor du moment, oppose pour la saison 1999-2000 les douze meilleures équipes anglaises de rugby à XV. 
Le championnat a débuté le 10 septembre 1999 et s'est achevé le 21 mai 2000. La compétition voit s'affronter toutes les équipes en matches aller et retour. L'équipe première du classement final est couronnée championne et la dernière est rétrogradée en National Division One. Cette saison, le club de Bristol Rugby a accédé à l'élite et remplacent les West Hartlepool qui ont été rétrogradés en National Division 1. 
Les Leicester Tigers sont sacrés champions pour la seconde année consécutive. Le club de Bedford Blues a terminé la phase de poule à la dernière place et est rétrogradé en National Division 1. 

## Liste des équipes en compétition
La compétition oppose pour la saison 1999-2000 les douze meilleures équipes anglaises de rugby à XV :
| - Bath Rugby - Bedford Blues - Bristol Rugby - Gloucester RFC | - Harlequins - Leicester Tigers - London Irish - London Wasps | - Newcastle Falcons - Northampton Saints - Sale Sharks - Saracens |

## Classement de la phase régulière
| no | Club                 | Joués | V  | N | D  | PP  | PC  | Diff | Points |
| 1  | Leicester Tigers (T) | 22    | 18 | 1 | 3  | 687 | 425 | 262  | 55     |
| 2  | Bath Rugby           | 22    | 15 | 2 | 5  | 690 | 425 | 265  | 47     |
| 3  | Gloucester           | 22    | 15 | 0 | 7  | 628 | 490 | 138  | 45     |
| 4  | Saracens             | 22    | 14 | 0 | 8  | 729 | 514 | 215  | 42     |
| 5  | Northampton Saints   | 22    | 13 | 0 | 9  | 551 | 480 | 71   | 39     |
| 6  | Bristol Rugby (P)    | 22    | 12 | 1 | 9  | 632 | 602 | 30   | 37     |
| 7  | London Wasps         | 22    | 11 | 1 | 10 | 640 | 461 | 179  | 34     |
| 8  | London Irish         | 22    | 9  | 1 | 12 | 613 | 616 | -3   | 28     |
| 9  | Sale Sharks          | 22    | 7  | 0 | 15 | 441 | 687 | -246 | 21     |
| 10 | Harlequins           | 22    | 7  | 0 | 15 | 377 | 630 | -253 | 21     |
| 11 | Newcastle Falcons    | 22    | 6  | 2 | 14 | 381 | 633 | -252 | 20     |
| 12 | Bedford Blues        | 22    | 1  | 0 | 21 | 396 | 802 | -406 | 3      |

|  | Champion d'Angleterre et qualifié pour la Coupe d'Europe 2000-2001 (no 1). |
|  | Qualifiés pour la Coupe d'Europe 2000-2001 (no 2, no 3, no 4, v5). |
|  | Relégué en National Division 1 pour la saison 2000-2001 (no 12). |
|  | T : Tenant du titre 1999 • P : Promu 1999 V : Victoires • N : Matches Nuls • D : Défaites PP : Points Pour (marqués) • PC : Points Contre (encaissés) • Diff : Différence de points |

Attribution des points : victoire sur tapis vert : 3, victoire : 3, match nul : 1, défaite : 0, forfait : -2.
Règles de classement : 1. Nombre de victoires ; 2.différence de points ; 3. nombre de points marqués ; 4. points marqués dans les matchs entre équipes concernées ; 5. Nombre de victoires en excluant la 1re journée, puis la 2de journée, et ainsi de suite.

## Résultats des rencontres
L'équipe qui reçoit est indiquée dans la colonne de gauche.
| Clubs              | BAT   | BED   | BRI   | GLO   | HAR   | LEI   | LOI   | LOW   | NEW   | NOR   | SAL   | SAR   |
| Bath Rugby         |       | 32-22 | 39-13 | 33-20 | 77-19 | 3-13  | 25-25 | 27-16 | 45-12 | 33-13 | 36-6  | 40-27 |
| Bedford Blues      | 24-28 |       | 19-57 | 6-18  | 25-28 | 22-32 | 8-27  | 7-21  | 32-22 | 17-41 | 37-50 | 29-57 |
| Bristol Rugby      | 31-31 | 40-25 |       | 25-38 | 42-39 | 23-30 | 28-26 | 20-13 | 30-11 | 19-29 | 35-16 | 45-22 |
| Gloucester RFC     | 16-36 | 60-16 | 29-23 |       | 24-26 | 34-6  | 40-11 | 26-12 | 31-16 | 11-35 | 35-14 | 22-19 |
| Harlequins         | 10-30 | 11-10 | 36-20 | 24-38 |       | 5-54  | 14-39 | 16-52 | 12-15 | 39-17 | 3-10  | 33-24 |
| Leicester Tigers   | 43-25 | 61-12 | 36-19 | 24-13 | 29-17 |       | 41-16 | 28-9  | 34-26 | 26-21 | 18-3  | 48-20 |
| London Irish       | 16-64 | 33-23 | 35-21 | 40-42 | 16-17 | 30-31 |       | 45-24 | 56-8  | 20-44 | 26-3  | 27-41 |
| London Wasps       | 23-21 | 62-8  | 25-31 | 36-26 | 35-32 | 20-29 | 43-20 |       | 19-19 | 15-21 | 58-5  | 41-17 |
| Newcastle Falcons  | 16-20 | 23-20 | 32-37 | 36-28 | 15-16 | 12-12 | 28-23 | 8-34  |       | 23-32 | 26-6  | 15-6  |
| Northampton Saints | 13-17 | 38-16 | 19-23 | 9-25  | 29-27 | 46-24 | 24-19 | 12-54 | 37-5  |       | 26-7  | 8-32  |
| Sale Sharks        | 28-22 | 22-3  | 15-40 | 13-31 | 36-20 | 13-48 | 34-31 | 16-8  | 45-17 | 9-13  |       | 12-58 |
| Saracens           | 19-6  | 39-15 | 37-10 | 35-21 | 50-10 | 36-20 | 23-28 | 27-26 | 55-6  | 29-24 | 56-28 |       |

|  | Victoire à domicile |  | Match nul |  | Défaite à domicile |